# Liebigs Annalen
Liebigs Annalen (abrégé en Liebigs Ann.) est une revue scientifique à comité de lecture qui publie des articles dans le domaine de la chimie organique, qui doit son nom à Justus von Liebig.

## Histoire
Au cours de son histoire, le journal a plusieurs fois changé de nom :
- Annalen der Pharmacie, 1832–1839  (ISSN 0365-5490)
- Justus Liebigs Annalen der Chemie, 1840–1978  (ISSN 0075-4617)
- Liebigs Annalen der Chemie, 1979–1994  (ISSN 0170-2041)
- Liebigs Annalen, 1995–1997  (ISSN 0947-3440)

En 1998, le journal est absorbé par l'European Journal of Organic Chemistry, créé par la fusion de divers journaux de chimie européens:
- Acta Chimica Hungarica, Models in Chemistry
- Anales de Química
- Bulletin des Sociétés Chimiques Belges
- Bulletin de la Société Chimique de France
- Chimika Chronika
- Gazzetta Chimica Italiana
- Liebigs Annalen
- Polish Journal of Chemistry
- Recueil des Travaux Chimiques des Pays-Bas
- Revista Portuguesa de Química